# Ikkiuchi
Ikkiuchi is een computerspel dat werd ontwikkeld door Thomas Koncina en Daniel Reiser en werd uitgegeven door CP Verlag/Magic Disk 64. De muziek van het spel is van Matthias Hartung. Het spel werd uitgebracht in 1995 voor de Commodore 64. Het spel is een vechtspel voor één of twee personen. Het spel is Engelstalig.